# هنری ادوارد سیرز

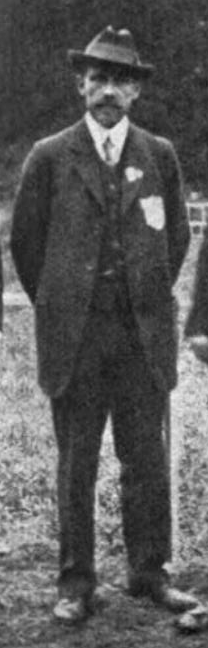
هنری ادوارد سیرز - ۱۹۱۲

هنری ادوارد سیرز (انگلیسی: Henry Edward Sears; ۱۱ مهٔ ۱۸۷۰ – ۱۹ اکتبر ۱۹۲۰) تیرانداز اهل ایالات متحده آمریکا بود.
وی در مسابقات کشوری و بین‌المللی در مجموع برندهٔ ۱ مدال طلا شده‌است.